# Меїр Поруш
Меїр Поруш (івр. מאיר פֹּרוּשׁ‎; нар. 11 червня 1955) — ізраїльський політичний діяч, депутат Кнесету 14 — 25 скликань від партії «Ягадут га-Тора». З 22 січня 2023 року обіймає посаду міністра у справах Єрусалиму та традицій Ізраїлю. 